# Varsány
Varsány é um município da Hungria, situado no condado de Nógrád. Tem 25,58 km² de área e sua população em 2015 foi estimada em 1.603 habitantes.